# SMS Scharnhorst (1906)
«Ша́рнхорст» (нем. SMS Scharnhorst) — германский броненосный крейсер, участник Первой мировой войны. Головной корабль одноимённого типа из двух кораблей. Заложен в январе 1905 года, спущен на воду 22 марта 1906 года, вошёл в строй 24 октября 1907 года.
Служил в качестве флагманского корабля Восточно-Азиатской крейсерской эскадры. В составе эскадры участвовал в бою при Коронеле, где артиллерийским огнём уничтожил британский крейсер «Гуд Хоуп». Погиб со всей командой и штабом вице-адмирала графа фон Шпее в бою у Фолклендских островов 8 декабря 1914 года. Из 860 человек находившихся на борту не выжил никто.
Поиски затонувшего крейсера начались ещё в 2014 году, но обнаружить его удалось лишь 5 декабря 2019 года. Морская археологическая экспедиция, базировавшаяся на корабле Seabed Constructor, обнаружила корабль с помощью гидролокатора на глубине в 1610 метров в 100 морских милях к юго-востоку от Порт-Стэнли. Останки крейсера были обследованы автономным глубоководным аппаратом. Корпус корабля лежит на ровном киле и хорошо сохранился, хотя большинство надстроек утрачены.